# Идяш (деревня)
Идяш (баш. Иҙәш) — деревня в Зианчуринском районе Башкортостана, входит в состав Утягуловского сельсовета.

## Географическое положение
Расстояние до:
- районного центра (Исянгулово): 71 км,
- центра сельсовета (Утягулово): 6 км,
- ближайшей ж/д станции (Кувандык): 48 км

## Население
| 1939 | 1959 | 1970 | 1979 | 1989 | 2002 | 2009 | 2010 |
| ---- | ---- | ---- | ---- | ---- | ---- | ---- | ---- |
| 412  | ↗481 | ↗689 | ↘647 | ↘549 | ↗665 | ↗688 | ↘613 |

Национальный состав
Согласно переписи 2002 года, преобладающая национальность — башкиры (100 %).

## Религия
В селе есть мечеть.

## Известные уроженцы
- Ишкинин, Гильман Гирфанович (26 января 1965 — 5 февраля 2011) — башкирский поэт.
- Гизатуллина, Гульсира Мирзаевна (4 июля 1957)- башкирская писательница, переводчик, журналист. Родилась в г.Каган (Узбекистан) в семье уроженца д.Идяш Мирзы Гайсарова и с 1958 года с перерывами проживает в д.Идяш.